# Palermo Football Club 2023-2024
Questa voce raccoglie le informazioni riguardanti il Palermo Football Club nelle competizioni ufficiali della stagione 2023-2024.

## Stagione
Concluso il campionato al nono posto, il Palermo conferma Eugenio Corini alla guida tecnica della squadra. Il ritiro estivo viene svolto dal 9 luglio al 4 agosto in Trentino-Alto Adige, tra le località di Pinzolo e Ronzone.
La stagione si apre con l'esordio in Coppa Italia il 12 agosto 2023 contro il Cagliari. Il match, svoltosi in Sardegna, termina 2-1 per i padroni di casa al termine dei tempi supplementari (0-0 al termine dei novanta minuti) sancendo l'immediata eliminazione dei rosanero dalla competizione.
In campionato, dopo un avvio iniziale incoraggiante, con 6 vittorie in 8 partite disputate, i rosanero vanno incontro a una prima crisi stagionale, che li porterà ad allontanarsi definitivamente dalla testa della classifica, chiudendo il girone di andata in quinta posizione. Ancora una volta, l'avvio della seconda parte di stagione vede i rosanero protagonisti, con quattro vittorie nelle prime sei partite. Tuttavia, dopo il pareggio a Cremona, subìto in rimonta in soli due minuti e in superiorità numerica, la squadra va in contro all'ennesimo periodo negativo, culminato con l'esonero del tecnico Eugenio Corini dopo la pirotecnica sconfitta contro il Pisa per 4-3. Da quel momento, i rosanero, affidati temporaneamente alla guida tecnica di Michele Mignani, ottengono una sola vittoria all'ultima giornata contro il Südtirol, classificandosi sesta con 56 punti e uno scarto positivo di +9 nella differenza reti.
Ai play off il Palermo elimina la Sampdoria nel primo turno casalingo vincendo per 2-0, ma conclude il turno successivo la sua stagione, venendo eliminato dal Venezia (0-1 al Barbera e 2-1 al Penzo), futura vincitrice dei play off. Al termine della stagione il tecnico Michele Mignani non verrà riconfermato.
La stagione dei rosanero si distingue anche per la notevole quantità di partire pirotecniche e rimonte subite, ben nove. Oltre alla già citata partita di Cremona, alcuni esempi riguardano partite come la trasferta di Parma, dove il Palermo in vantaggio 1-3 fino al minuto 91', verrà raggiunto dai ducali 3-3 al termine della partita o Pisa, dove i rosanero vincono 3-2 a un quarto d'ora dal termine del match, che perderanno infine per 4-3.
Un importante evento che caratterizza questa stagione è l'inaugurazione ufficiale del primo centro sportivo della storia del Palermo. Il 7 aprile 2024, con una cerimonia che ha coinvolto diversi ospiti nazionali e internazionali tra cui influencer, youtuber e vecchie glorie rosanero, la società ha ufficialmente inaugurato il Palermo CFA (Palermo City Football Academy), situato in località Torretta, comune alle porte di Palermo.

## Divise e sponsor
Per la stagione 2023-2024 il Palermo cambia sponsor tecnico. Kappa, che aveva vestito i rosanero dalla rifondazione societaria nell'estate del 2019, lascia spazio a Puma. Dopo quattro stagioni cambia anche il main sponsor. La catena di supermercati Decò lascia spazio a Old Wild West (main sponsor). Bisaten (second sponsor), A29 (back sponsor), LT Costruzioni (sleeve sponsor) e Nuova Sicilauto (short sponsor) vengono confermati.
La prima divisa dei rosanero è caratterizzata da un design piuttosto semplice. La sezione frontale presenta delle righe verticali rosa tono su tono e un colletto a giro collo nero. La sezione posteriore è invece interamente rosa. Cambia anche la tonalità del colore primario, con un rosa che risulta decisamente meno intenso rispetto alle maglie delle tre precedenti stagioni.
La seconda divisa è caratterizzata da un fondo nero con motivi geometrici tono su tono. Il colletto a V, le sottili bande orizzontali della sezione frontale e gli altri dettagli sono caratterizzati da un magenta acceso: un colore inedito per le maglie del Palermo.
Inedita è anche la terza divisa. La maglia, bianca, presenta un colletto a girocollo rosa ed è attraversata in obliquo da una banda sfaccettata in azzurro, colore scelto per omaggiare l'ingresso della società rosanero nel City Football Group.
| Manica sinistra · Manica sinistra · Maglietta · Maglietta · Manica destra · Manica destra · Pantaloncini · Pantaloncini · Calzettoni | Manica sinistra · Manica sinistra · Maglietta · Maglietta · Manica destra · Manica destra · Pantaloncini · Pantaloncini · Calzettoni · Calzettoni | Manica sinistra · Manica sinistra · Maglietta · Maglietta · Manica destra · Manica destra · Pantaloncini · Pantaloncini · Calzettoni · Calzettoni |

## Organizzazione
Organigramma societario
- Presidente: Dario Mirri
- Amministratore delegato: Giovanni Gardini[16]
- Direttore Generale: Giovanni Gardini[17]
- Direttore Sportivo:Leandro Rinaudo
- Segretario Sportivo: Piefrancesco Visci
- Team Manager: Fabio Pinna
- Responsabile Comunicazione: Gaetano Lombardo
- Ufficio Stampa: Andrea Siracusa
- Social Media Manager: Marco Sirchia
- DGE e Responsabile Sicurezza: Tiziana Caracappa

Staff Tecnico
- Allenatore: Eugenio Corini
- Vice-Allenatore: Salvatore Lanna
- Collaboratori Tecnici: Cesare Bovo, Matteo Camoni, Vincenzo Leonardi, Stefano Olivieri
- Match Analyst: Federico Montalto
- Preparatori dei portieri: Francesco Lo Galbo, Michele Marotta

Staff Medico
- Head of Performance: Tindaro Bongiovanni
- Medico Responsabile Sanitario: Andrea Stegagno
- Medico Sociale: Roberto Matracia
- Responsabile fisioterapia: Massimiliano Mereu
- Fisioterapisti: Fabio Cavera, Francesco Chiarenza, Mirko Genzardi, Vincenzo Vallone
- Preparatore Atletico: Marco Petrucci
- Assistente Preparatore Atletico: Guglielmo Pillitteri
- Recupero Infortuni: Giuseppe Puleo
- Nutrizionista: Clara Gabrielli

## Rosa
Rosa e numerazioni sono aggiornate al 1º febbraio 2024.
| N. |                                 | Ruolo | Calciatore                |
| -- | ------------------------------- | ----- | ------------------------- |
| 1  | Italia (bandiera)               | P     | Sebastiano Desplanches    |
| 2  | Danimarca (bandiera)            | D     | Simon Graves              |
| 3  | Stati Uniti (bandiera)          | D     | Kristoffer Lund           |
| 4  | Francia (bandiera)              | C     | Claudio Gomes             |
| 5  | Italia (bandiera)               | D     | Fabio Lucioni             |
| 6  | Slovenia (bandiera)             | C     | Leo Štulac                |
| 7  | Italia (bandiera)               | A     | Leonardo Mancuso          |
| 8  | Italia (bandiera)               | C     | Jacopo Segre              |
| 9  | Italia (bandiera)               | A     | Matteo Brunori (capitano) |
| 10 | Italia (bandiera)               | C     | Francesco Di Mariano      |
| 11 | Italia (bandiera)               | A     | Roberto Insigne           |
| 12 | Italia (bandiera)               | P     | Manfredi Nespola          |
| 13 | Bosnia ed Erzegovina (bandiera) | P     | Adnan Kanuric             |
| 14 | Italia (bandiera)               | C     | Filippo Ranocchia         |
| 15 | Italia (bandiera)               | D     | Ivan Marconi              |

| N. |                           | Ruolo | Calciatore            |
| -- | ------------------------- | ----- | --------------------- |
| 17 | Italia (bandiera)         | A     | Federico Di Francesco |
| 18 | Romania (bandiera)        | D     | Ionuț Nedelcearu      |
| 20 | Serbia (bandiera)         | C     | Aljoša Vasić          |
| 22 | Italia (bandiera)         | P     | Mirko Pigliacelli     |
| 23 | Francia (bandiera)        | D     | Salim Diakité         |
| 25 | Italia (bandiera)         | D     | Alessio Buttaro       |
| 27 | Italia (bandiera)         | A     | Edoardo Soleri        |
| 30 | Italia (bandiera)         | C     | Nicola Valente        |
| 31 | Italia (bandiera)         | D     | Giuseppe Aurelio      |
| 32 | Italia (bandiera)         | D     | Pietro Ceccaroni      |
| 37 | Rep. Ceca (bandiera)      | D     | Aleš Matějů           |
| 53 | Scozia (bandiera)         | C     | Liam Henderson        |
| 70 | Costa d'Avorio (bandiera) | A     | Chaka Traorè          |
| 80 | Senegal (bandiera)        | C     | Mamadou Coulibaly     |

## Calciomercato

### Sessione estiva(dall'1/7 all'1/9)
| Acquisti         | Acquisti               | Acquisti     | Acquisti                                                |
| R.               | Nome                   | da           | Modalità                                                |
| ---------------- | ---------------------- | ------------ | ------------------------------------------------------- |
| P                | Sebastiano Desplanches | L.R. Vicenza | definitivo                                              |
| D                | Pietro Ceccaroni       | Venezia      | definitivo                                              |
| D                | Fabio Lucioni          | Lecce        | definitivo                                              |
| D                | Kristoffer Lund        | Häcken       | definitivo                                              |
| D                | Patryk Peda            | SPAL         | definitivo                                              |
| C                | Aljoša Vasić           | Padova       | definitivo                                              |
| C                | Liam Henderson         | Empoli       | prestito con diritto e obbligo di riscatto condizionato |
| C                | Mamadou Coulibaly      | Salernitana  | prestito con diritto di riscatto                        |
| A                | Roberto Insigne        | Frosinone    | definitivo                                              |
| A                | Leonardo Mancuso       | Monza        | prestito con obbligo di riscatto                        |
| A                | Federico Di Francesco  | Lecce        | definitivo                                              |
| Altre operazioni |                        |              |                                                         |
| R.               | Nome                   | da           | Modalità                                                |
| D                | Roberto Crivello       | Padova       | fine prestito                                           |
| D                | Mladen Devetak         | Viterbese    | fine prestito                                           |
| D                | Masimiliano Doda       | Imolese      | fine prestito                                           |
| D                | Bubacarr Marong        | Gelbison     | fine prestito                                           |
| D                | Manuel Peretti         | Recanatese   | fine prestito                                           |
| C                | Leo Štulac             | Empoli       | riscatto del cartellino                                 |
| A                | Giuseppe Fella         | Monopoli     | fine prestito                                           |
| A                | Andrea Silipo          | Juve Stabia  | fine prestito                                           |

| Cessioni         | Cessioni            | Cessioni               | Cessioni                                          |
| R.               | Nome                | a                      | Modalità                                          |
| ---------------- | ------------------- | ---------------------- | ------------------------------------------------- |
| P                | Samuele Massolo     | L.R. Vicenza           | definitivo                                        |
| P                | Giovanni Grotta     | Sanremese              | definitivo                                        |
| D                | Davide Bettella     | Monza                  | fine prestito                                     |
| D                | Edoardo Lancini     |                        | svincolato                                        |
| D                | Edoardo Masciangelo | Benevento              | fine prestito                                     |
| D                | Renzo Orihuela      | Montevideo City Torque | fine prestito                                     |
| D                | Marco Sala          | Sassuolo               | fine prestito                                     |
| D                | Patryk Peda         | SPAL                   | prestito                                          |
| C                | Valerio Verre       | Sampdoria              | fine prestito                                     |
| C                | Jérémie Broh        | Südtirol               | prestito                                          |
| C                | Dario Šarić         | Antalyaspor            | prestito con diritto di riscatto                  |
| C                | Samuele Damiani     | Juventus               | prestito                                          |
| A                | Salvatore Elia      | Atalanta               | fine prestito                                     |
| A                | Gennaro Tutino      | Parma                  | fine prestito                                     |
| A                | Luca Vido           | Atalanta               | fine prestito                                     |
| Altre operazioni |                     |                        |                                                   |
| R.               | Nome                | a                      | Modalità                                          |
| D                | Manuel Peretti      | Recanatese             | definitivo                                        |
| D                | Mladen Devetak      | Istria 1961            | prestito con diritto di riscatto                  |
| D                | Roberto Crivello    |                        | svincolato                                        |
| A                | Giuseppe Fella      | Latina                 | prestito                                          |
| A                | Giacomo Corona      | Empoli                 | prestito con diritto di riscatto e controriscatto |
| A                | Andrea Silipo       | Monterosi Tuscia       | definitivo                                        |

### Trasferimenti dal mercato degli svincolati(dal 2/09/23 al 1/1/24)
| Acquisti | Acquisti      | Acquisti | Acquisti   |
| R.       | Nome          | da       | Modalità   |
| -------- | ------------- | -------- | ---------- |
| P        | Adnan Kanuric |          | svincolato |

### Sessione invernale(dal 2/1/24 al 1/2/24)
| Acquisti         | Acquisti          | Acquisti | Acquisti                   |
| R.               | Nome              | da       | Modalità                   |
| ---------------- | ----------------- | -------- | -------------------------- |
| D                | Salim Diakité     | Ternana  | definitivo (1,4 milioni €) |
| C                | Filippo Ranocchia | Juventus | definitivo                 |
| A                | Chaka Traorè      | Milan    | Prestito con opzione       |
| Altre operazioni |                   |          |                            |
| R.               | Nome              | da       | Modalità                   |

| Cessioni         | Cessioni       | Cessioni | Cessioni   |
| R.               | Nome           | a        | Modalità   |
| ---------------- | -------------- | -------- | ---------- |
| D                | Aleš Matějů    | Spezia   | definitivo |
| A                | Nicola Valente | Padova   | definitivo |
| Altre operazioni |                |          |            |
| R.               | Nome           | da       | Modalità   |

## Risultati

### Serie B

#### Girone di andata
| Bari 19 agosto 2023, ore 20:30 CEST 1ª giornata | Bari             | 0 – 0 referto | Palermo | Stadio San Nicola (22 811 spett.)\| Arbitro: \| Maresca (Napoli) \| |
| Arbitro:                                        | Maresca (Napoli) |               |         |                                                                     |

| Arbitro: | Camplone (Pescara) |

|               |           |  |
| Coulibaly 27’ | Marcatori |  |

| Arbitro: | Tremolada (Monza) |

|            |           |                                   |
| Lanini 65’ | Marcatori | 7’ Lucioni 71’ Segre 90+4’ Soleri |

| Arbitro: | Bonacina (Bergamo) |

|                                            |           |  |
| R. Insigne 16’ Štulac 46’ Di Francesco 85’ | Marcatori |  |

| Arbitro: | Dionisi (L'Aquila) |

|  |           |               |
|  | Marcatori | 90+2’ Mancuso |

| Arbitro: | Monaldi (Macerata) |

|  |           |               |
|  | Marcatori | 90+1’ Canotto |

| Arbitro: | Baroni (Firenze) |

|                  |           |                               |
| Pohjanpalo 45+6’ | Marcatori | 9’ (rig.), 62’, 90+2’ Brunori |

| Arbitro: | Marcenaro (Genova) |

|                           |           |            |
| Ceccaroni 48’ Aurelio 89’ | Marcatori | 38’ Ciervo |

| Arbitro: | Aureliano (Bologna) |

|  |           |                             |
|  | Marcatori | 47’ Henderson 90+3’ Mancuso |

| Arbitro: | Fourneau (Roma) |

|                           |           |                          |
| Mancuso 73’ Štulac 90+14’ | Marcatori | 31’ Reca 70’ F. Esposito |

| Arbitro: | Piccinini (Forlì) |

|                      |           |                          |
| Brunori 90+6’ (rig.) | Marcatori | 8’ Crociata 41’ Sersanti |

| Arbitro: | Doveri (Roma) |

|            |           |  |
| Borini 45’ | Marcatori |  |

| Arbitro: | Fabbri (Ravenna) |

|  |           |                |
|  | Marcatori | 90+8’ Pandolfi |

| Arbitro: | Rutella (Enna) |

|              |           |             |
| Casasola 65’ | Marcatori | 31’ Lucioni |

| Arbitro: | Marinelli (Tivoli) |

|            |           |                         |
| Štulac 83’ | Marcatori | 44’ Iemmello 49’ Biasci |

| Arbitro: | Massa (Imperia) |

|                                             |           |                           |
| Estévez 51’ Mihăilă 90+1’ Charpentier 90+6’ | Marcatori | 3’, 18’ Brunori 85’ Segre |

| Arbitro: | Collu (Cagliari) |

|                                      |           |                      |
| R. Insigne 29’ Brunori 42’ Segre 80’ | Marcatori | 49’ Marin 54’ Valoti |

| Arbitro: | Pairetto (Nichelino) |

|                                                |           |                                       |
| Cutrone 46’ Gabrielloni 58’ Verdi 90+1’ (rig.) | Marcatori | 16’ Di Francesco 63’ Segre 82’ Graves |

| Arbitro: | Ferrieri Caputi (Livorno) |

|                                              |           |                              |
| Nedelcearu 20’ Di Francesco 72’ Štulac 90+7’ | Marcatori | 7’ Ghiglione 32’ Castagnetti |

#### Girone di ritorno
| Arbitro: | Massimi (Termoli) |

|                       |           |  |
| Pandolfi 26’ Vita 80’ | Marcatori |  |

| Arbitro: | Bonacina (Bergamo) |

|                                        |           |                            |
| Segre 8’ Brunori 35’ Soleri 88’, 90+6’ | Marcatori | 31’ Battistella 60’ Abiuso |

| Arbitro: | Baroni (Firenze) |

|            |           |           |
| Biasci 29’ | Marcatori | 48’ Segre |

| Arbitro: | Tremolada (Monza) |

|                                       |           |  |
| Ranocchia 44’ Ceccaroni 71’ Segre 80’ | Marcatori |  |

| Arbitro: | Fourneau (Roma) |

|                |           |                          |
| Dubickas 90+1’ | Marcatori | 68’ Ranocchia 76’ Soleri |

| Arbitro: | Aureliano (Bologna) |

|                                            |           |  |
| Brunori 35’ Ranocchia 64’ Di Francesco 83’ | Marcatori |  |

| Arbitro: | Massa (Imperia) |

|                          |           |                                  |
| Castagnetti 49’ Coda 50’ | Marcatori | 18’ (rig.) Brunori 45’ Ranocchia |

| Arbitro: | Bonacina (Bergamo) |

|                        |           |                                      |
| Lund 19’ Brunori 90+6’ | Marcatori | 10’ Pereiro 64’ Pyyhtiä 74’ Raimondo |

| Arbitro: | Rutella (Enna) |

|                                                        |           |                                    |
| Borrelli 1’, 41’ Paghera 30’ Di Francesco 45+1’ (aut.) | Marcatori | 5’ (rig.) Brunori 13’ Di Francesco |

| Arbitro: | Pezzuto (Lecce) |

|  |           |                |
|  | Marcatori | 36’ Nedelcearu |

| Arbitro: | Doveri (Roma) |

|  |           |                                   |
|  | Marcatori | 18’, 30’ Pohjanpalo 90+2’ Gytkjær |

| Arbitro: | Fourneau (Roma) |

|                                                        |           |                                         |
| D'Alessandro 59’ N. Bonfanti 63’ M. Tramoni 84’, 90+1’ | Marcatori | 32’, 76’ (rig.) Matteo Brunori 42’ Lund |

| Arbitro: | Giua (Olbia) |

|                                |           |                      |
| Brunori 23’ (rig.) Mancuso 27’ | Marcatori | 19’ Leoni 60’ Darboe |

| Arbitro: | Marinelli (Tivoli) |

|                   |           |             |
| Tutino 62’ (rig.) | Marcatori | 44’ Buttaro |

| Palermo 19 aprile 2024, ore 20:30 CEST 34ª giornata | Palermo             | 0 – 0 referto | Parma | Stadio Renzo Barbera (21 120 spett.)\| Arbitro: \| Aureliano (Bologna) \| |
| Arbitro:                                            | Aureliano (Bologna) |               |       |                                                                           |

| Arbitro: | Perenzoni (Rovereto) |

|             |           |                          |
| Brunori 37’ | Marcatori | 52’ Portanova 67’ Rozzio |

| Arbitro: | Pezzuto (Lecce) |

|              |           |  |
| Di Serio 16’ | Marcatori |  |

| Arbitro: | Di Bello (Brindisi) |

|                       |           |                     |
| Brunori 1’ Soleri 34’ | Marcatori | 17’, 90+3’ Caligara |

| Arbitro: | Ferrieri Caputi (Livorno) |

|  |           |             |
|  | Marcatori | 64’ Diakité |

#### Play-off
| Arbitro: | Colombo (Como) |

|                  |           |  |
| Diakité 43’, 47’ | Marcatori |  |

| Arbitro: | Giua (Olbia) |

|  |           |             |
|  | Marcatori | 62’ Pierini |

| Arbitro: | Pairetto (Torino) |

|                         |           |                    |
| Tessmann 4’ Candela 43’ | Marcatori | 86’ (aut.) Svoboda |

### Coppa Italia

#### Turni eliminatori
| Arbitro: | Marinelli (Tivoli) |

|                              |           |             |
| Dossena 100’ Di Pardo 120+3’ | Marcatori | 120’ Soleri |

## Statistiche

### Statistiche di squadra
| Competizione | Punti | In casa | In casa | In casa | In casa | In casa | In casa | In trasferta | In trasferta | In trasferta | In trasferta | In trasferta | In trasferta | Totale | Totale | Totale | Totale | Totale | Totale | DR |
| Competizione | Punti | G       | V       | N       | P       | Gf      | Gs      | G            | V            | N            | P            | Gf           | Gs           | G      | V      | N      | P      | Gf     | Gs     | DR |
| ------------ | ----- | ------- | ------- | ------- | ------- | ------- | ------- | ------------ | ------------ | ------------ | ------------ | ------------ | ------------ | ------ | ------ | ------ | ------ | ------ | ------ | -- |
| Serie B      | 56    | 19      | 8       | 4       | 7       | 33      | 27      | 19           | 7            | 7            | 5            | 29           | 26           | 38     | 15     | 11     | 12     | 62     | 53     | 9  |
| Play-off     |       | 2       | 1       | 0       | 1       | 2       | 1       | 1            | 0            | 0            | 1            | 1            | 2            | 3      | 1      | 0      | 2      | 3      | 3      | 0  |
| Coppa Italia |       | 0       | 0       | 0       | 0       | 0       | 0       | 1            | 0            | 0            | 1            | 1            | 2            | 1      | 0      | 0      | 1      | 1      | 2      | -1 |
| Totale       |       | 21      | 9       | 4       | 8       | 35      | 28      | 21           | 7            | 7            | 7            | 31           | 30           | 42     | 16     | 11     | 15     | 66     | 58     | 8  |

### Andamento in campionato
| Giornata  | 1 | 2 | 3 | 4 | 5 | 6 | 7 | 8 | 9 | 10 | 11 | 12 | 13 | 14 | 15 | 16 | 17 | 18 | 19 | 20 | 21 | 22 | 23 | 24 | 25 | 26 | 27 | 28 | 29 | 30 | 31 | 32 | 33 | 34 | 35 | 36 | 37 | 38 |
| --------- | - | - | - | - | - | - | - | - | - | -- | -- | -- | -- | -- | -- | -- | -- | -- | -- | -- | -- | -- | -- | -- | -- | -- | -- | -- | -- | -- | -- | -- | -- | -- | -- | -- | -- | -- |
| Luogo     | T | C | T | C | T | C | T | C | T | C  | C  | T  | C  | T  | C  | T  | C  | T  | C  | T  | C  | T  | C  | T  | C  | T  | C  | T  | T  | C  | T  | C  | T  | C  | C  | T  | C  | T  |
| Risultato | N | V | V | V | V | P | V | V | V | N  | P  | P  | P  | N  | P  | N  | V  | N  | V  | P  | V  | N  | V  | V  | V  | N  | P  | P  | V  | P  | P  | N  | N  | N  | P  | P  | N  | V  |
| Posizione | 9 | 3 | 8 | 5 | 3 | 5 | 2 | 2 | 2 | 3  | 4  | 3  | 3  | 5  | 8  | 8  | 7  | 7  | 6  | 7  | 6  | 6  | 5  | 5  | 3  | 4  | 5  | 6  | 5  | 5  | 6  | 6  | 6  | 6  | 6  | 6  | 6  | 6  |

Legenda:

Luogo: C = Casa; T = Trasferta. Risultato: V = Vittoria; N = Pareggio; P = Sconfitta.

### Statistiche dei giocatori
Una doppia ammonizione e la conseguente espulsione sono conteggiate come un singolo cartellino rosso.
Sono in corsivo i calciatori che hanno lasciato la società a stagione in corso.
| Giocatore       | Serie B  | Serie B | Serie B     | Serie B    | Coppa Italia | Coppa Italia | Coppa Italia | Coppa Italia | Playoff Serie B | Playoff Serie B | Playoff Serie B | Playoff Serie B | Totale   | Totale | Totale      | Totale     |
| Giocatore       | Presenze | Reti    | Ammonizioni | Espulsioni | Presenze     | Reti         | Ammonizioni  | Espulsioni   | Presenze        | Reti            | Ammonizioni     | Espulsioni      | Presenze | Reti   | Ammonizioni | Espulsioni |
| --------------- | -------- | ------- | ----------- | ---------- | ------------ | ------------ | ------------ | ------------ | --------------- | --------------- | --------------- | --------------- | -------- | ------ | ----------- | ---------- |
| G. Aurelio      | 26       | 1       | 3           | 0          | 0            | 0            | 0            | 0            | 1               | 0               | 0               | 0               | 27       | 1      | 3           | 0          |
| M. Brunori      | 37       | 17      | 5           | 0          | 1            | 0            | 0            | 0            | 3               | 0               | 0               | 0               | 41       | 17     | 5           | 0          |
| A. Buttaro      | 10       | 1       | 1           | 0          | 0            | 0            | 0            | 0            | 0               | 0               | 0               | 0               | 10       | 1      | 1           | 0          |
| P. Ceccaroni    | 29       | 1       | 4           | 0          | 1            | 0            | 0            | 0            | 1               | 0               | 0               | 0               | 31       | 1      | 4           | 0          |
| M. Coulibaly    | 19       | 1       | 6           | 0          | 0            | 0            | 0            | 0            | 0               | 0               | 0               | 0               | 19       | 1      | 6           | 0          |
| S. Damiani      | 0        | 0       | 0           | 0          | 1            | 0            | 0            | 0            | 0               | 0               | 0               | 0               | 1        | 0      | 0           | 0          |
| S. Desplanches  | 2        | -2      | 0           | 0          | 0            | 0            | 0            | 0            | 2               | -1              | 1               | 0               | 4        | -3     | 1           | 0          |
| F. Di Francesco | 33       | 5       | 4           | 0          | 0            | 0            | 0            | 0            | 3               | 0               | 1               | 0               | 36       | 5      | 5           | 0          |
| F. Di Mariano   | 27       | 0       | 5           | 0          | 1            | 0            | 0            | 0            | 2               | 0               | 0               | 0               | 30       | 0      | 5           | 0          |
| S. Diakité      | 15       | 1       | 3           | 0          | 0            | 0            | 0            | 0            | 3               | 2               | 1               | 0               | 18       | 3      | 4           | 0          |
| C. Gomes        | 34       | 0       | 2           | 1          | 1            | 0            | 1            | 0            | 2               | 0               | 0               | 0               | 37       | 0      | 3           | 1          |
| S. Graves       | 12       | 1       | 2           | 0          | 0            | 0            | 0            | 0            | 3               | 0               | 1               | 0               | 15       | 1      | 3           | 0          |
| L. Henderson    | 30       | 1       | 3           | 0          | 0            | 0            | 0            | 0            | 1               | 0               | 0               | 0               | 31       | 1      | 3           | 0          |
| R. Insigne      | 24       | 2       | 1           | 0          | 1            | 0            | 0            | 0            | 3               | 0               | 0               | 0               | 28       | 2      | 1           | 0          |
| F. Lucioni      | 23       | 2       | 7           | 0          | 1            | 0            | 0            | 0            | 3               | 0               | 1               | 0               | 27       | 2      | 8           | 0          |
| K. Lund         | 35       | 2       | 3           | 0          | 0            | 0            | 0            | 0            | 2               | 0               | 1               | 0               | 37       | 2      | 4           | 0          |
| L. Mancuso      | 26       | 4       | 1           | 0          | 1            | 0            | 0            | 0            | 2               | 0               | 0               | 0               | 29       | 4      | 1           | 0          |
| I. Marconi      | 10       | 0       | 2           | 2          | 1            | 0            | 0            | 0            | 3               | 0               | 0               | 0               | 14       | 0      | 2           | 2          |
| A. Matějů       | 17       | 0       | 5           | 0          | 1            | 0            | 0            | 0            | 0               | 0               | 0               | 0               | 18       | 0      | 5           | 0          |
| I. Nedelcearu   | 20       | 2       | 5           | 0          | 0            | 0            | 0            | 0            | 1               | 0               | 0               | 0               | 21       | 2      | 5           | 0          |
| M. Nespola      | 0        | 0       | 0           | 0          | 0            | 0            | 0            | 0            | 0               | 0               | 0               | 0               | 0        | 0      | 0           | 0          |
| M. Pigliacelli  | 36       | -51     | 0           | 0          | 1            | -2           | 0            | 0            | 1               | -2              | 0               | 0               | 38       | -55    | 0           | 0          |
| F. Ranocchia    | 12       | 4       | 4           | 0          | 0            | 0            | 0            | 0            | 3               | 0               | 0               | 0               | 15       | 4      | 4           | 0          |
| D. Śarić        | 1        | 0       | 0           | 0          | 1            | 0            | 0            | 0            | 0               | 0               | 0               | 0               | 2        | 0      | 0           | 0          |
| J. Segre        | 34       | 7       | 4           | 0          | 1            | 0            | 0            | 0            | 3               | 0               | 0               | 0               | 38       | 7      | 4           | 0          |
| E. Soleri       | 29       | 5       | 3           | 0          | 1            | 1            | 0            | 0            | 3               | 0               | 0               | 0               | 33       | 6      | 3           | 0          |
| L. Štulac       | 21       | 4       | 4           | 1          | 1            | 0            | 0            | 0            | 0               | 0               | 0               | 0               | 22       | 4      | 4           | 1          |
| C. Traorè       | 10       | 0       | 0           | 0          | 0            | 0            | 0            | 0            | 2               | 1               | 0               | 0               | 12       | 1      | 0           | 0          |
| N. Valente      | 10       | 0       | 2           | 0          | 1            | 0            | 0            | 0            | 0               | 0               | 0               | 0               | 11       | 0      | 2           | 0          |
| A. Vasić        | 19       | 0       | 2           | 0          | 1            | 0            | 1            | 0            | 0               | 0               | 0               | 0               | 20       | 0      | 3           | 0          |